# Basílica de Santa María en Aracoeli

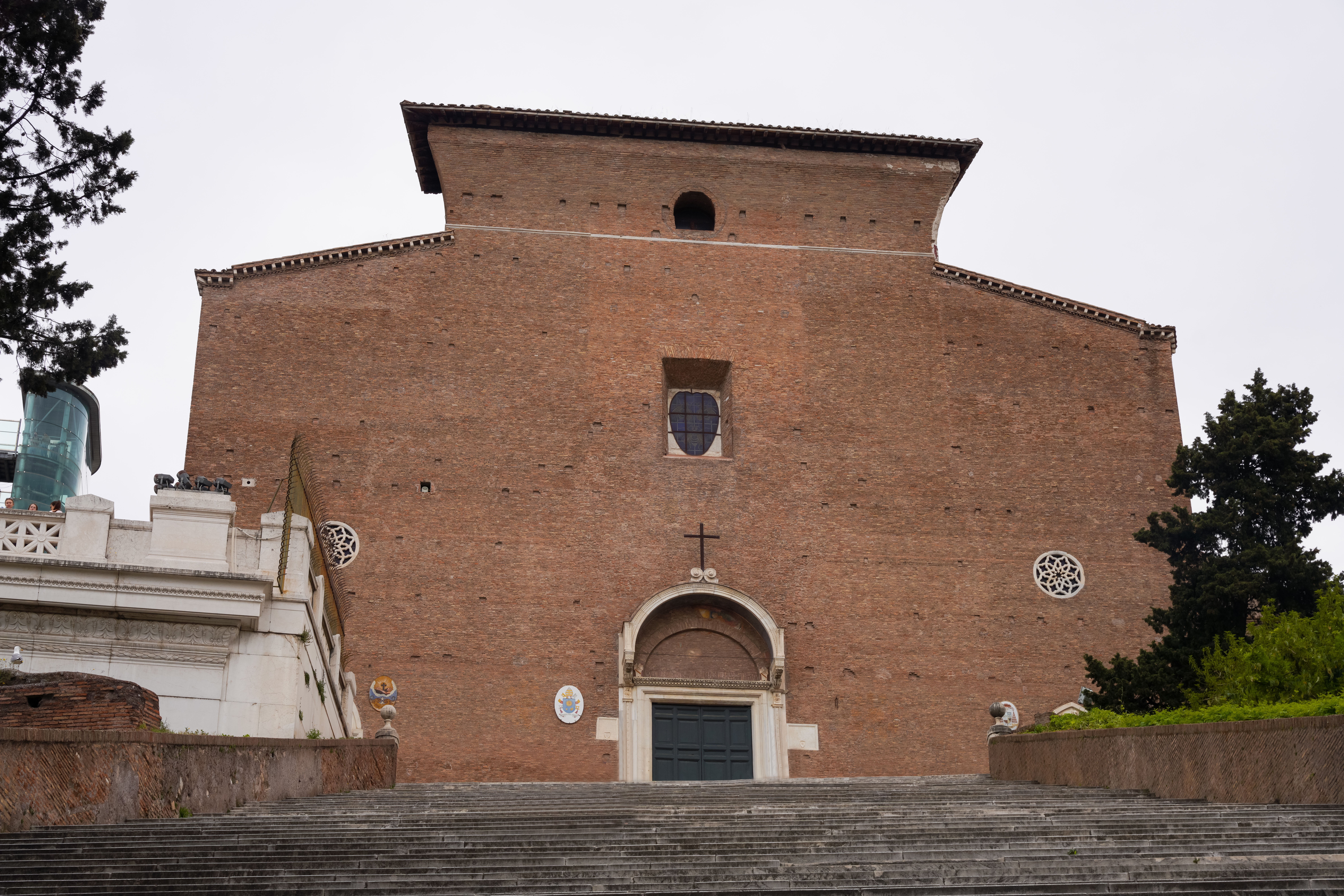
Fachada de Santa María en Aracoeli.

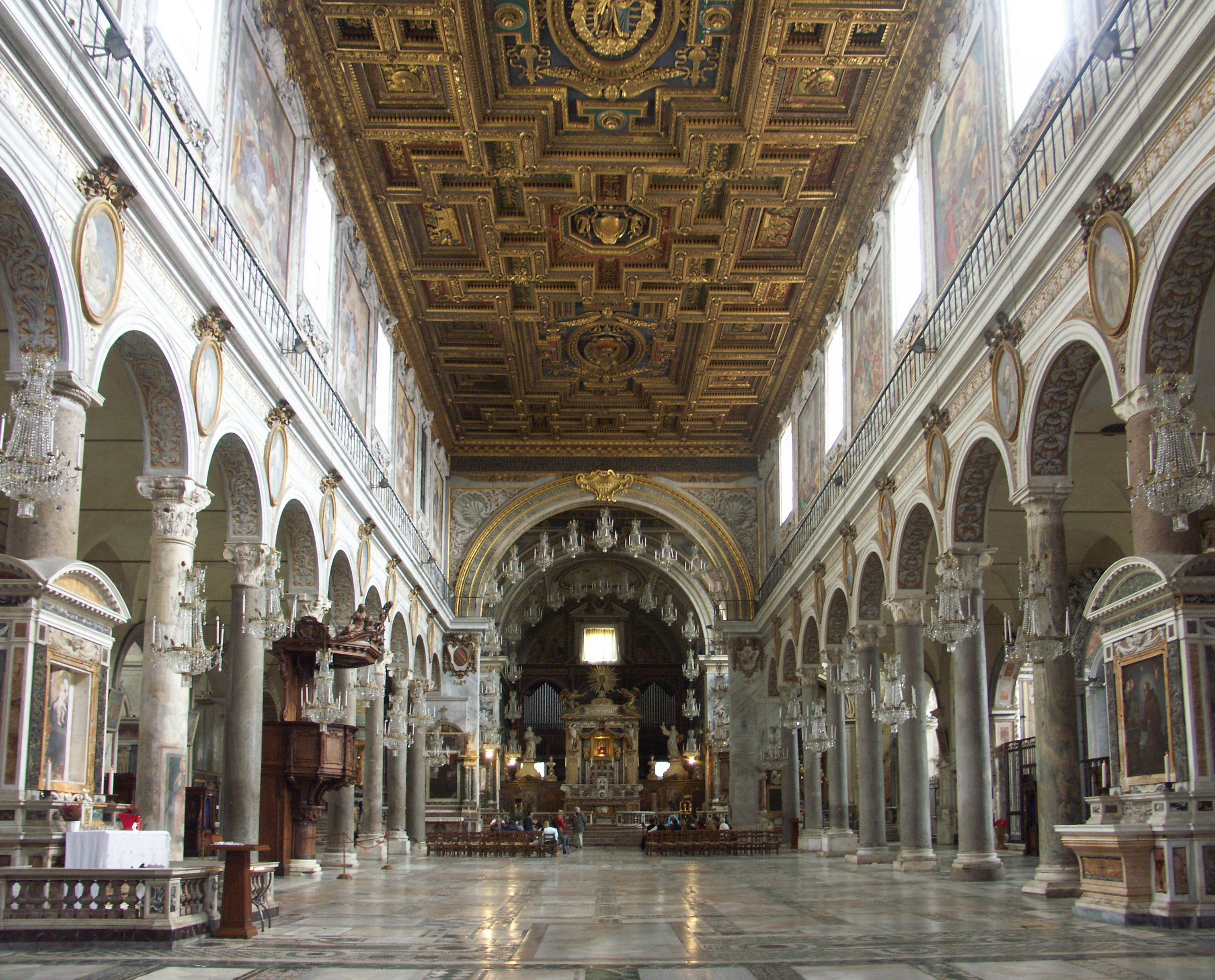
Interior de la iglesia.

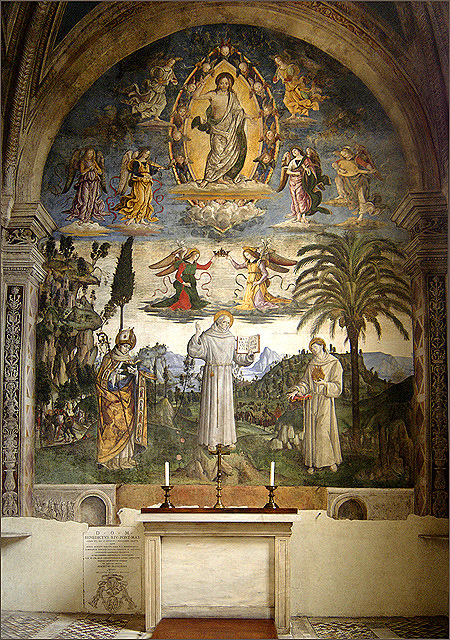
Fresco central por Pinturicchio en la capilla de S. Bernardino (1486).

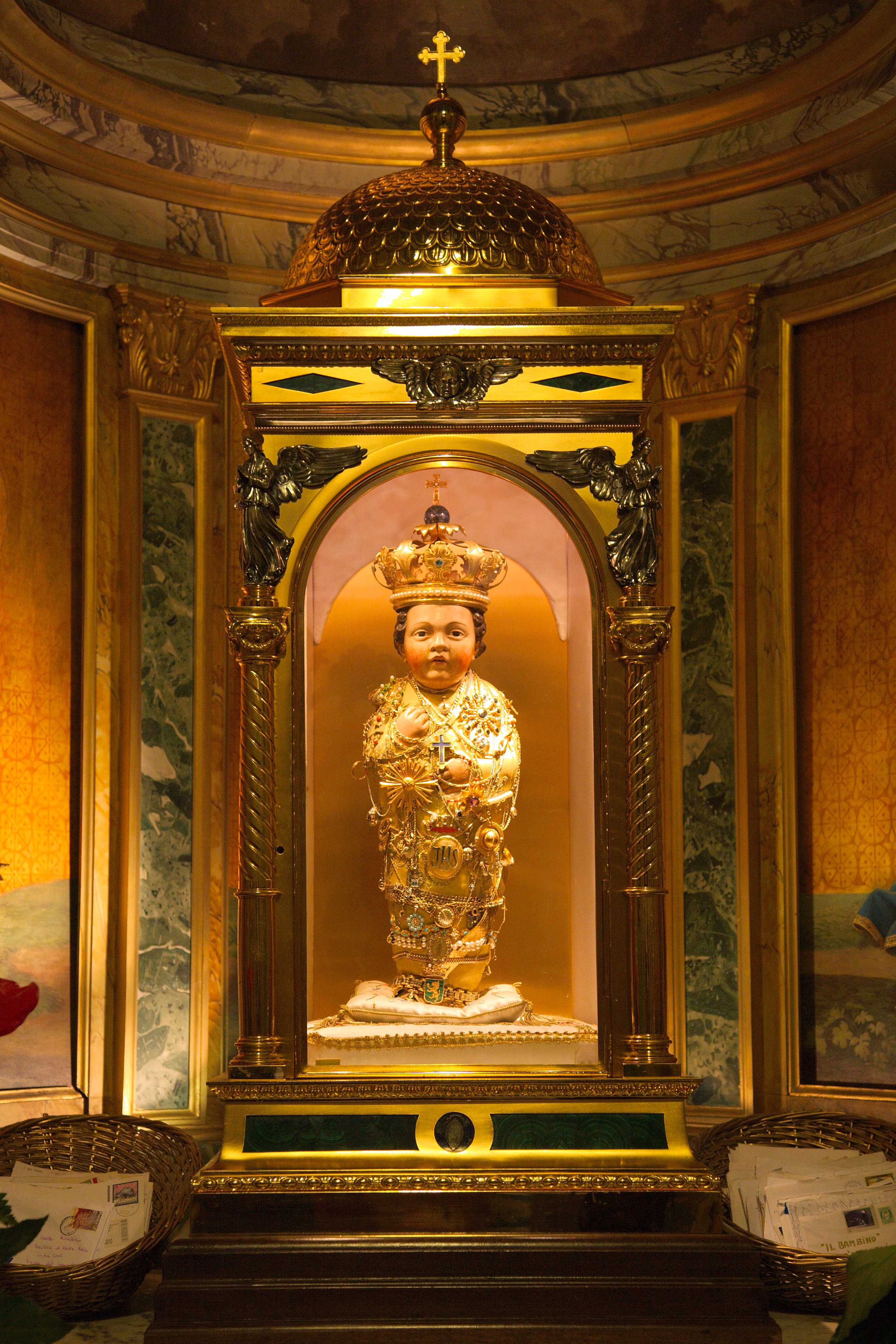
El Santo Bambino de Aracoeli (copia posterior a 1994).

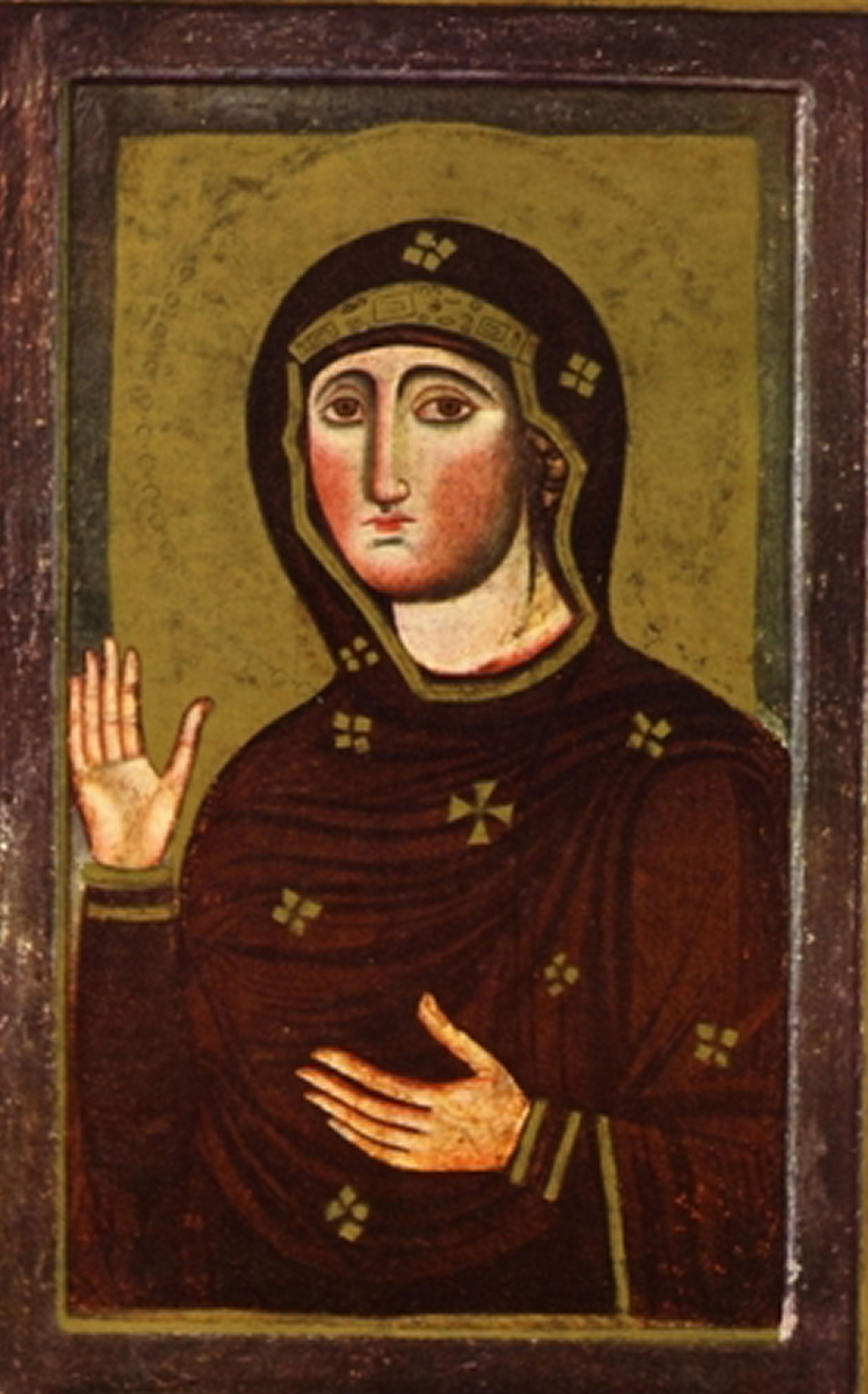
Virgen de Aracoeli.

La basílica de Santa María de Aracoeli (en italiano, Santa Maria in Aracoeli) es una iglesia de Roma, Italia, situada en la cumbre más alta del Monte Capitolino. Es aún la iglesia escogida del Senado y el Pueblo Romano (Senatus Populusque Romanus).

## Historia
Originalmente, la iglesia recibió el nombre de Santa Maria in Capitolo, puesto que se encontraba en el monte Capitolino (Campidoglio) de la Antigua Roma; para el siglo XIV había sido rebautizada. Según una leyenda medieval presentada en una guía de mediados del siglo XII sobre Roma, Mirabilia Urbis Romae, que pretendía que la iglesia estaba construida sobre un Ara primogeniti Dei de César Augusto, en el lugar donde la sibila tiburtina profetizó a Augusto la llegada de Cristo. «Por esta razón las figuras de Augusto y de la sibila tiburtina se encuentran pintadas a ambos lados del arco sobre el altar»(Lanciani, ca. 1). En la Edad Media, se ejecutaba a los criminales condenados a los pies de su escalinata; en aquel lugar, el autoproclamado Tribuno y resucitador de la República Romana, Cola di Rienzo encontró la muerte, cerca del lugar donde una estatua lo recuerda.
Es posible que la iglesia se construyera sobre el templo de Juno Moneta, erigido sobre el Arx. Las otras hipótesis son que la iglesia reemplazó el auguraculum, sede de los augures.
La iglesia se asentó en el lugar donde había una abadía bizantina mencionada en el año 574; al principio siguió el rito griego, un signo de poder del exarca bizantino. Tomada por el papado en el siglo IX, la iglesia fue entregada primero a los benedictinos, luego, por una bula papal, a los franciscanos en 1249-1250; con los franciscanos recibió su aspecto románico-gótica. Los arcos que dividen la nave central de las laterales están apoyados en columnas, no precisamente dos parecidas, procedentes de las ruinas romanas. Durante la Edad Media, esta iglesia se convirtió en el centro de la vida civil y religiosa de la ciudad. En particular, durante la experiencia republicana del siglo XIV, cuando Cola di Rienzo inauguró la monumental escalera de 124 escalones en frente de la iglesia, diseñada en 1348 por Simone Andreozzi, con ocasión de la Peste Negra.
En 1571, Santa María en Aracoeli albergó las celebraciones en honor de Marcantonio Colonna después de la victoriosa batalla de Lepanto sobre la flota turca. Para conmemorar la ocasión, el techo compartimentado fue dorado y pintado (se acabó en 1575), para agredecer a la Virgen la victoria. En 1797, con la república romana, la basílica fue desconsagrada y convertida en establo.
La fachada inacabada ha perdido los mosaicos y posteriores frescos que originalmente la decoraron, excepto un mosaico en el tímpano de la puerta principal, una de las tres puertas que son añadidos posteriores. La ventana gótica es el principal detalle que los turistas pueden ver desde la parte baja de las escaleras, pero es realmente el único detalle gótico de la iglesia.
Entre sus numerosos tesoros hay frescos del siglo XV obra de Pinturicchio representando la vida de san Bernardino de Siena en la Cappella Bufalini, la primera capilla a la derecha. Otros rasgos espléndidos son el techo de madera, la planta estilo cosmati, una Transfiguración  pintada sobre tabla por Girolamo Siciolante da Sermoneta, la tumba de Giovanni Crivelli obra de Donatello, la tumba de Cecchino Bracci, diseñada por su amigo Miguel Ángel, y obras de otros artistas destacados como Pietro Cavallini (hoy sólo uno de sus frescos se conserva), Benozzo Gozzoli y Giulio Romano. Alberga también una Virgen y un monumento sepulcral obra de Arnolfo di Cambio en el transepto.
La iglesia también era famosa en Roma por la talla de madera del niño Jesús (Santo Bambino), del siglo XV de madera de olivo proveniente del huerto de Getsemaní y cubierta de valiosos exvotos. Mucha gente de Roma creía en el poder de esta estatua. Fue robada en febrero de 1994 y nunca se recuperó. Actualmente, hay una copia en la iglesia. Está guardada en su propia capilla junto a la sacristía. En la misa de Nochebuena la imagen se lleva a un trono ante el altar mayor y se retira el velo en el Gloria. Hasta la epifanía la imagen cubierta de joyas reside en el belén de Navidad en la nave de la izquierda.
Las reliquias de santa Elena, madre de Constantino el Grande se conservan en Santa María en Aracoeli. El papa Honorio IV también se encuentra enterrado en la iglesia. La tablilla con el monograma de Jesús que san Bernardino de Siena usaba para promover la devoción al Santo Nombre de Jesús se conserva en Aracoeli.
El actual cardenal del Titulus S. Mariae de Aracoeli es Salvatore De Giorgi.

## Personajes famosos enterrados en la basílica
- Honorio IV, papa  (c. 1210–1287)
- Mateo de Acquasparta (1240-1302).
- Bernardo Dovizi de Bibbiena (1470-1520).
- Cristoforo Numai da Forlì (siglo XV - 1528).
- Federico Sanseverino (1475-1516).
- Cecchino Bracci (1528-1544)
- Inocencio Conti (1731-1785).
- Alessandro Mattei (1744-1820).
- Ippolito Capilupi, obispo (1511-1580).

El 9 de julio de 2021, tuvo lugar en esta basílica el funeral de Raffaella Carrà.